# Tim Hasselbeck
(en) Statistiques sur pro-football-reference
Timothy Thomas Hasselbeck, dit Tim Hasselbeck, né le 6 avril 1978 à Norfolk (Massachusetts) est un joueur de football américain qui évoluait au poste de quarterback. Il est le mari de l'animatrice TV Elisabeth Hasselbeck, qui fut sa petite amie à l'université de Boston.

## Enfance
Tim Hasselbeck grandit à Norfolk (Massachusetts), ville dans laquelle il est né.
Fils de Mary Beth "Betsy" (Rueve) et de Don Hasselbeck, un ancien tight end de la NFL, il est aussi le frère cadet de Matt Hasselbeck, quarterback jouant également en NFL.